# Mads Andersen (Schachspieler)
Mads Andersen (* 1. März 1995 in Nuuk) ist ein dänischer Schachspieler.
Die dänische Meisterschaft konnte er dreimal gewinnen: 2016 in Svendborg, 2017 in Rebild und 2020 in Svendborg. Er spielte für Dänemark bei zwei Schacholympiaden: 2014 und 2016. Außerdem nahm er zweimal an den europäischen Mannschaftsmeisterschaften (2013 und 2015) teil. 
In der dänischen Skakligaen spielt Andersen seit 2011 für den Skanderborg Skakklub (der nach dem Sponsor auch als Team Nordea Skb beziehungsweise Team Nordea Skanderborg antritt) und wurde mit diesem in den Saisons 2012/13, 2014/15 und 2017/18 dänischer Mannschaftsmeister. In Deutschland spielt er seit der Saison 2011/12 in der Bundesliga für die Schachgesellschaft Solingen, in der niederländischen Meesterklasse seit 2017 für die Bussums Schaakgenootschap.
| Hier fehlt eine Grafik, die leider im Moment aus technischen Gründen nicht angezeigt werden kann. Wir arbeiten daran! |